# Wladimir Wladimirowitsch Kawraiski

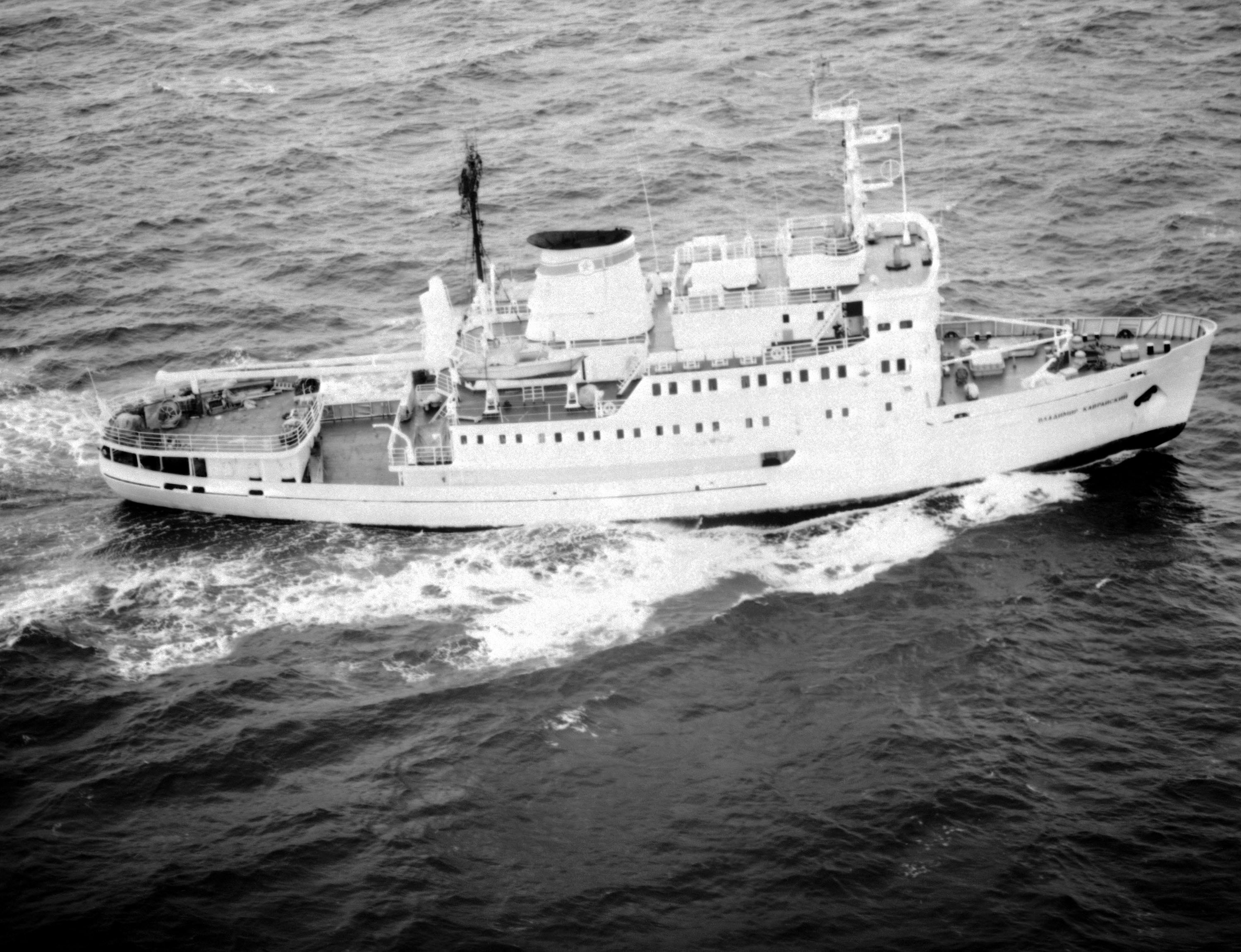
Die Kawraiski der Nordflotte (1991)

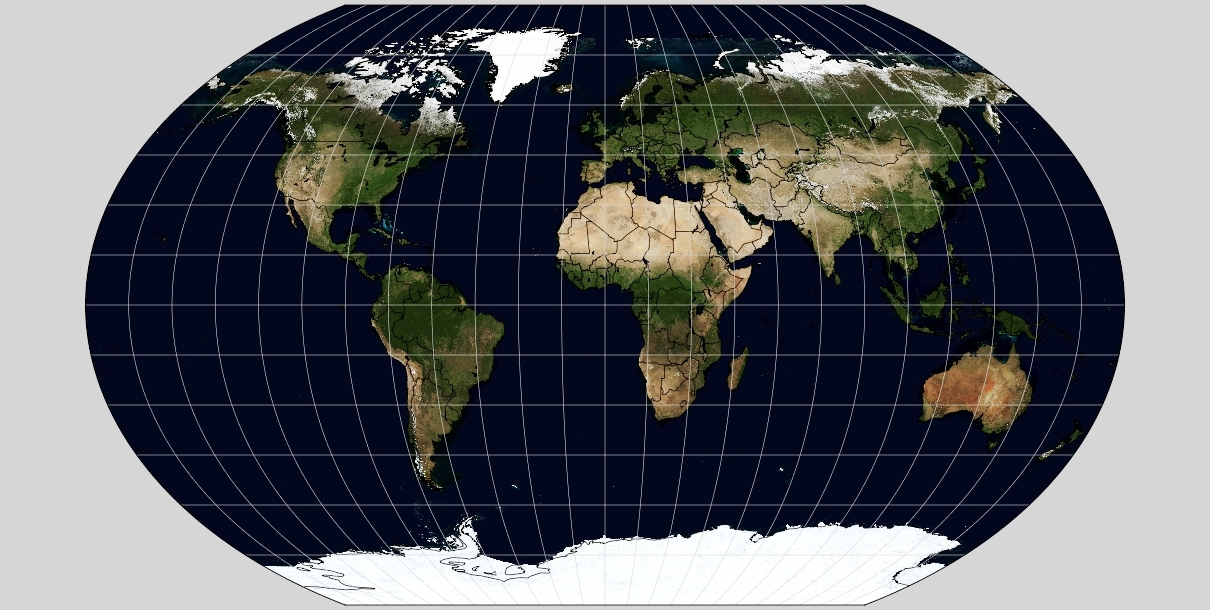
Weltkarte nach Kawraiski

Wladimir Wladimirowitsch Kawraiski (russisch Владимир Владимирович Каврайский; * 10. Apriljul. / 22. April 1884greg. in Bolschoje Scherebjatnikowo, Gouvernement Simbirsk (heute Oblast Uljanowsk); † 26. Februar 1954 in Leningrad) war ein sowjetischer Astronom und Kartograf.
Kawraiski studierte an der Universität Charkow, wurde 1935 Professor an der Seekriegsakademie und 1944 Ingenieur-Konteradmiral. Bekannt ist seine verzerrungsarme Kawraiski-VII-Projektion zur Darstellung geografischer Karten. 
Er erhielt 1952 den Stalinpreis. Ein Berg auf der Insel Urup der Kurilen und die Kavrayskiy Hills in der Antarktis wurden nach ihm benannt sowie ein dieselangetriebener Eisbrecher.